# Straatsburgse pogrom

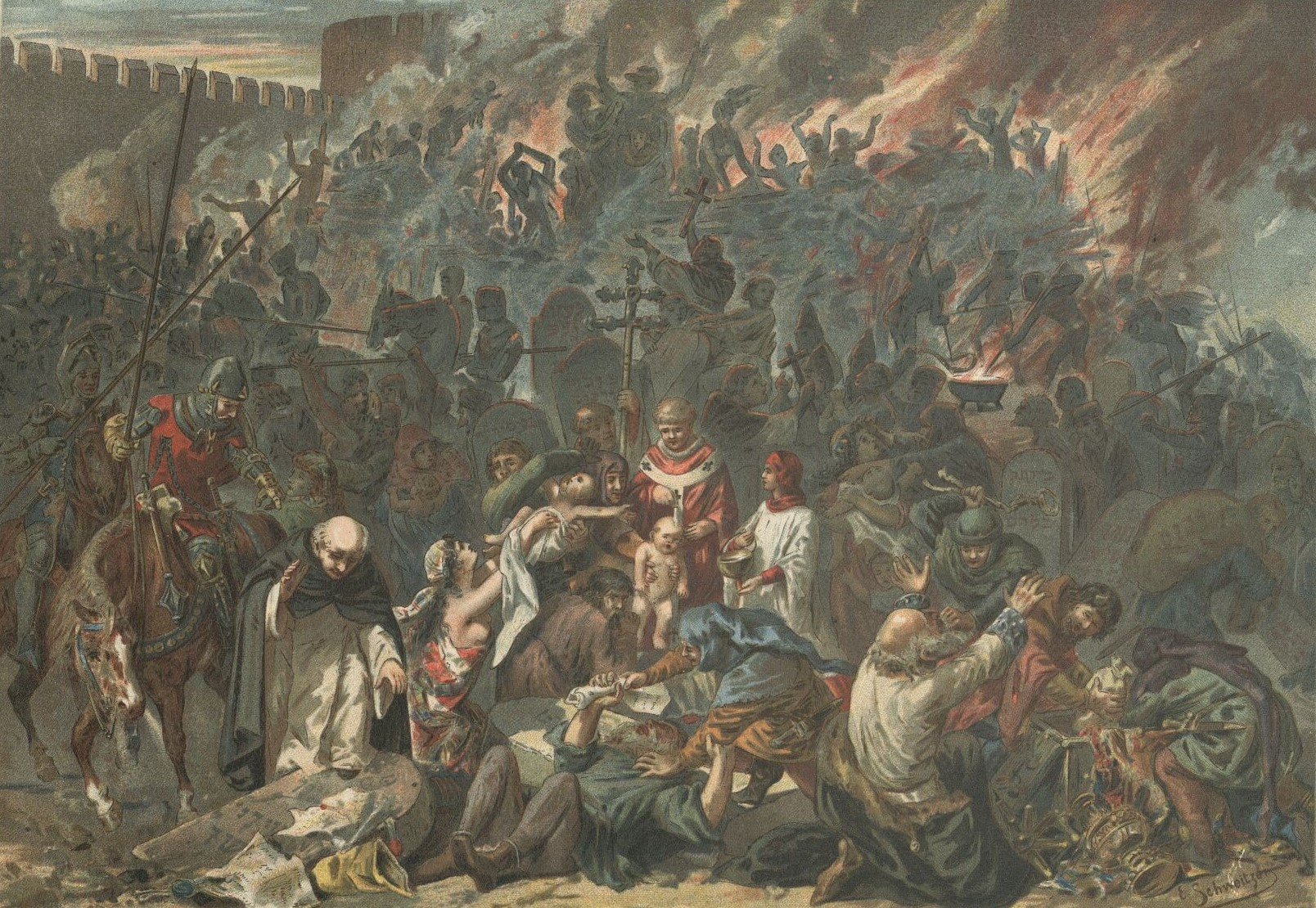
Straatsburgse pogrom (Émile Schweitzer)

De Straatsburgse pogrom, ook wel Valentinstagmassaker (Valentijnsdagbloedbad) genoemd, vond plaats in Straatsburg op 14 februari 1349. Bij deze pogrom werden honderden Joden publiekelijk verbrand en uit de stad verbannen. Het was een van de eerste en ergste pogroms uit de geschiedenis.
In de lente van 1348 begon vanuit Frankrijk een serie pogroms tegen de Joodse inwoners van verschillende Europese steden. In januari 1349 kwamen in Freiburg en Bazel een aantal Joden om op de brandstapel en in november van dat jaar bereikte het ook Savoye.
De Straatsburgse pogrom was op vele manieren verbonden met een opstand van de gilden vijf dagen daarvoor. De directe gevolgen van deze opstand waren de verbanning van de Ammanmeister en een terugdringen van de macht van de patricische bourgeoisie, welke daarvoor vrijwel alleen de dienst uitmaakte in Straatsburg, en die in het voordeel waren van de opstandige groepen. De aristocratische families Zorn en Müllenheim, die in 1332 uit de raad en hun functies waren ontheven, wisten hun politieke macht te heroveren. De positie van de Ammanmeister (de belangrijkste functie in de raad) werd ingenomen door de gilden die daarvoor geen enkele vorm van politieke inspraak hadden.
Reden van de opstand was tweevoud: ten eerste waren de opstandige partijen het erover eens dat de macht van de Ammanmeister moest worden teruggedrongen, ten tweede moest het beleid van Ammanmeister Peter Swarber ter bescherming van de Joodse gemeenschap verdwijnen.
De toename van het antisemitisme onder de stadsbevolking werd gevoed door geruchten over rituele moord, hostie-schennis, Joodse samenzwering voor wereldheerschappij en godenmoord (in dit geval dus Christus).
Door hun rol in het muntwezen begon de Joodse gemeenschap echter ook een belangrijke rol te spelen in de economische ontwikkeling van de stad. Dit bracht echter veel problemen met zich mee. Sommige historici melden dat ze kritiek kregen op hun manier van zakendoen: ze zouden zich arrogant gedragen en zo moeilijk tot overeenstemming kunnen komen met zakenpartners. De oorzaak van deze manier van handelen was echter niet de zogenaamde hardvochtigheid van de Joden, maar eerder de zeer hoge belastingen die door hen moest worden betaald in ruil voor bescherming. Zo werd periodiek een schriftelijke overeenkomst gemaakt waarin het bedrag werd bepaald dat de Joden moesten betalen in ruil voor bescherming. De keerzijde van deze politiek was echter dat er telkens meer geld moest komen en zo het antisemitisme met het aantal schuldeisers en schuldenaren evenredig toenam.
Als gevolg van de pest was er ook in deze periode sprake van geruchten over drinkwatervergiftiging door de Joden. Deze kregen zo de schuld van de Zwarte Dood en velen riepen dan ook openlijk op tot een verbranding van de Joden.